# یواس‌اس سایکلون (پی‌سی-۱)
یواس‌اس سایکلون (پی‌سی-۱) (به انگلیسی: USS Cyclone (PC-1)) یک کشتی است که طول آن * 170 ft (51.8 m)* 179 ft (54.5 m) (PC 14) می‌باشد. این کشتی در سال ۱۹۹۲ ساخته شد.